# Семёновский уезд
Семёновский уезд — административно-территориальная единица в составе Нижегородской губернии Российской империи и РСФСР, существовавшая в 1779—1929 годах. Уездный город — Семёнов.

## История
Семёновский уезд в составе Нижегородского наместничества был образован в 1779 году в ходе административной реформы Екатерины II, которое в 1796 году преобразовано в Нижегородскую губернию. Основу новой административной единицы составили выделенные из Балахнинского уезда волости (Толоконцевская, Дрюковская, Керженская, Хохломская и частично Заузольская).
27 апреля 1923 года к Семёновскому уезду были присоединены Белбажская и Ильино-Заборская волости упразднённого Варнавинского уезда.
14 января 1929 года Нижегородская губерния и все её уезды были упразднены, населенные пункты  Семеновского уезда вошли в состав Семеновского, Борского, Ковернинского районов Нижегородской области.

## Руководство уезда
Городничие
| Ф. И. О.                   | Титул, чин, звание                 | Время замещения должности |
| -------------------------- | ---------------------------------- | ------------------------- |
| Селиванов Василий Иванович | Секунд - майор                     | 1780                      |
| Семенов Егор Васильевич    | Капитан                            | 1781 - 1783               |
| Гусинцов Андрей            | Секунд - майор                     | 1784                      |
| Должность вакантна         |                                    | 1785                      |
| Жилин Дмитрий Михайлович   | Капитан, Коллежский асессор (1788) | 1786 -1788                |
| Бриммер Христиан Егорович  | Капитан                            | 1789 - 1794               |
| Гиллеболт Иван Иванович    | Надворный советник                 | 1795 - 1807               |
| Дуров Иван Дмитриевич      | Коллежский асессор                 | 1808 - 1818               |
| Антоновский Антон Иванович | Майор                              | 1821 -                    |

## Административное деление

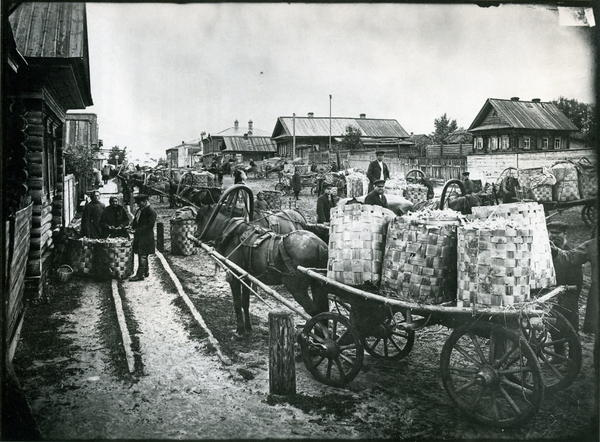
Ложковый базар в Семенове (начало XX века)

В 1890 году в состав уезда входило 14 волостей:
| № п/п | Волость               | Волостное правление | Число селений | Население |
| ----- | --------------------- | ------------------- | ------------- | --------- |
| 1     | Богоявленская         | с. Богоявление      | 30            | 7607      |
| 2     | Борская               | с. Бор              | 26            | 6008      |
| 3     | Белкино-Межуйковская  | с. Ямново           | 26            | 10353     |
| 4     | Владимирская          | с. Владимирово      | 27            | 3445      |
| 5     | Дроздовская           | д. Шубино           | 46            | 5905      |
| 6     | Зиняково-Смольковская | с. Зиняково         | 164           | 7560      |
| 7     | Кантауровская         | с. Кантаурово       | 57            | 5953      |
| 8     | Рожновская            | с. Рожново          | 24            | 5090      |
| 9     | Хахальская            | д. Хахалы           | 20            | 3611      |
| 10    | Хвостиковская         | д. Хвостиково       | 66            | 12631     |
| 11    | Хохломская            | с. Хохлома          | 84            | 13253     |
| 12    | Чистопольская         | с. Чистое Поле      | 92            | 11089     |
| 13    | Шалдежская            | д. Шалдеж           | 13            | 4074      |
| 14    | Юрасовская            | с. Юрасово          | 46            | 7347      |

В 1913 году в уезде также было 14 волостей. 
В 1926 году в уезде было 8 волостей: 
- Богоявленская,
- Ильинско-Заборская,
- Кантауровская,
- Ковернинская,
- Хвостиковская,
- Хохломская,
- Чистопольская,
- Юрасовская.

## Население
По данным переписи 1897 года в уезде проживало 111 388 чел. В том числе русские — 99,9 %. В уездном городе Семёнове проживало 3 752 чел.
По итогам всесоюзной переписи населения 1926 года население уезда составило 135 501 человек, из них городское — 7 634 человек.

## Кустарные промыслы в фотографиях конца XIX века
Взяты из издания: Нижегородская губерния по исследованиям губернского земства.  Выпуск II: М. А. Плотников. Кустарные промыслы Нижегородской губернии. - СПб., 1896.
|  |  |  |
|  |  |  |
|  |  |  |
|  |  |  |
|  |  |  |
|  |  |  |
|  |  |  |

## Известные уроженцы
- Борис Корнилов, русский поэт
- Владимир Штернов, русский и американский бактериолог
- Василий Хитровский (1894-1970) генерал-майор артиллерии[6].